# محمد السماوی
محمد بن طاهر السماوی فقیه، قاضی و شاعر شیعه است. در سال ۱۲۹۲ ه‍.ق در سماوة متولد شد. در نجف شاگرد صاحب جواهر و سید محمد هندی و سید حسن صدر بود و اجازهٔ اجتهاد گرفت. سپس قاضی دادگاه فقه جعفری شد. با روزنامه‌های الزوراء همکاری کرد. از آثارش عبارتند از: ابصار العین فی انصار الحسین، الکواکب السماویة و دیوان اشعار. در سال ۱۳۷۰ ه‍.ق درگذشت.